# تيم كيرشر
تيم كيرشر (بالألمانية: Tim Kircher)‏ هو لاعب كرة قدم ألماني في مركز ظهير ‏، ولد في 10 مارس 1999 في راستات في ألمانيا. لعب مع نادي كارلسروه.

## وصلات خارجية
- تيم كيرشر على موقع قاعدة بيانات كرة القدم.إي يو (الإنجليزية)
- تيم كيرشر على موقع عالم كرة القدم.نت (الإنجليزية)